# Муховидна пчелица
Муховидна пчелица (Ophrys insectifera) е многогодишно тревисто растение от семейство Салепови. Видът е критично застрашен в България и е включен в Червената книга на България и в Закона за биологичното разнообразие.
Растението е с две яйцевидни грудки. Стъблата са високи 15 – 40 cm, с 3 – 5 розеткови и 1 – 3 подобни на присъцветници зелени и изправени листа. Съцветията са рехави, с 2 – 10 (15) цвята. Чашелистчетата са зелени и разперени. Двете венчелистчета са линейни, с дължина 4 – 7 mm. Те биват кафяво-виолетови, кадифеновлакнести, стърчащи напред. Устната наподобява тялото на оса – издължена, триделна, средният дял е двуделно-врязан, кафяво-виолетова, късо кадифеновлакнеста, огледалото централно разположено, сиво-синкаво, блестящо. Цъфти през май – юни и плодоноси – юни – юли. Растението се опрашва чрез насекоми и се размножава със семена.
Растението е разпространено в меридионалната зона на Европа. В България се среща в планината Голо бърдо и в Буйновското и Триградското ждрело в Родопите, до 1100 m н. в.
За опазването на вида в Голо бърдо е създадена защитената местност Голо бърдо – находище на муховидна пчелица.